# Anetium reticulatum
Anetium reticulatum là một loài dương xỉ trong họ Pteridaceae. Loài này được Kaulf. C. Presl mô tả khoa học đầu tiên năm 1951.